# 23号美国国道
23号美国国道（英語：U.S. Route 23）是一条南北方向的美国国道。该公路连接了佛罗里达州杰克逊维尔和密西根州麦基诺城，全长1,435.17英里。
其中肯塔基州段又被稱為「鄉村音樂公路」，並為美國國家風景道路的一部份。在肯塔基州的佩恩茨維爾市（Paintsville）立有「美國23號公路鄉村音樂公路博物館」（U.S. 23 Country Music Highway Museum）。